# Culinária árabe

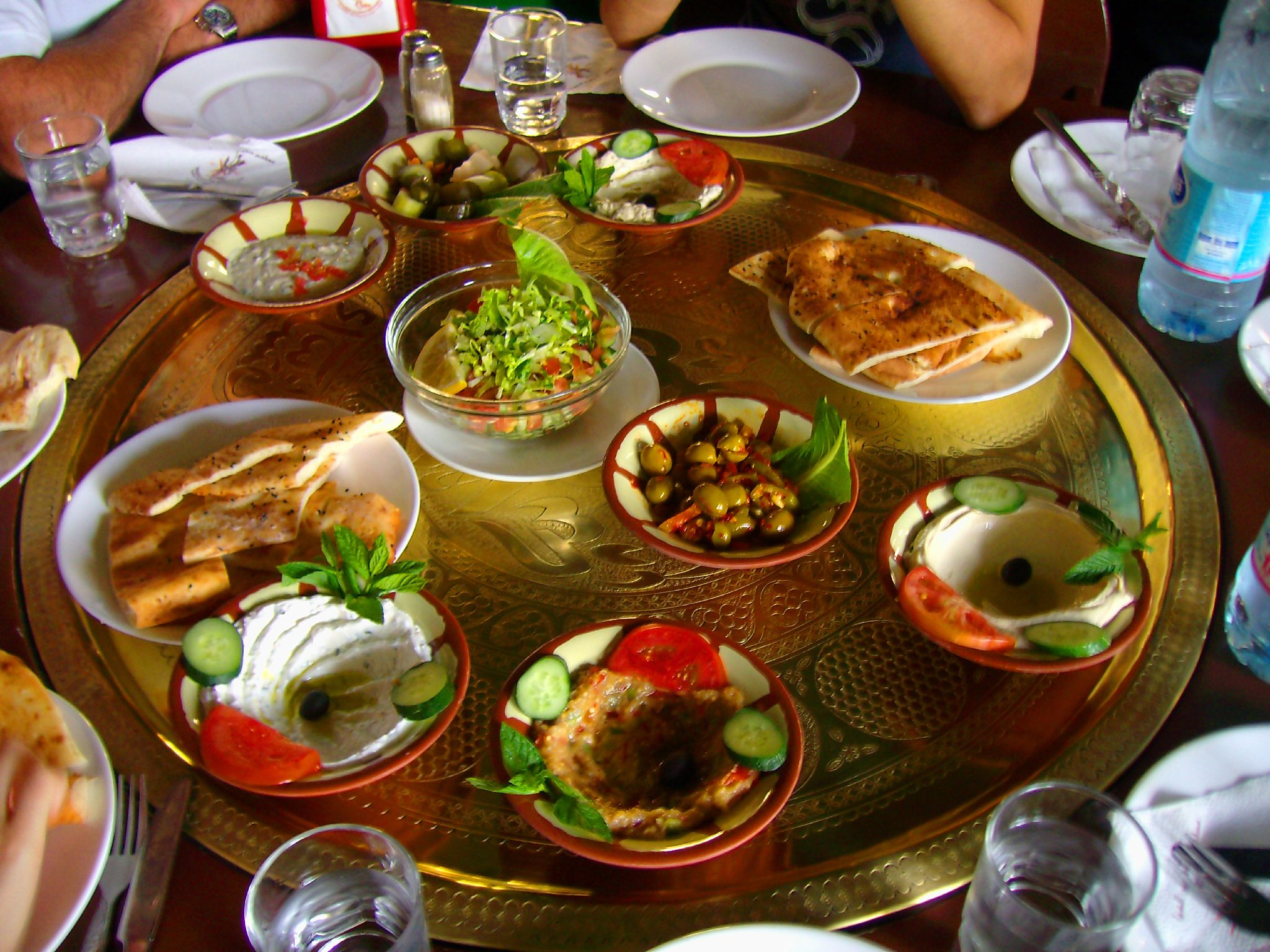
Prato com mezes servido em Petra, na Jordânia.

Culinária árabe é um termo que define as diversas culinárias regionais existentes por todo o Mundo Árabe, do Iraque a Marrocos passando pelo Egito, Levante, entre outros. Também foi influenciada pelas culinárias vizinhas, como da Turquia, Paquistão, Irã e Índia, além dos hábitos alimentares dos berberes e de outros povos e culturas que habitavam estas regiões antes do processo de arabização cultural empreendido pelos árabes durante a chamada expansão islâmica.

## História
Originalmente, os árabes da península Arábica baseavam sua alimentação numa dieta de tâmaras, trigo, cevada, arroz e carne, com pouca variedade e uma ênfase em produtos similares ao iogurte, como o labneh (لبنة). À medida que os povos semitas indígenas da península se expandiram pelo Oriente Médio e pelas regiões vizinhas, seus gostos e ingredientes também se alteraram.

## Ingredientes dos árabes
- Carne: Carneiro e frango são as mais usadas. Também se consomem outros tipos de aves, carne bovina, carne de cabrito e de camelo e, nas áreas litorâneas, peixe. Carne de porco nunca é comida - para os árabes muçulmanos é tanto um tabu cultural quanto um alimento proibido pela lei islâmica. O mesmo não se aplica a árabes cristãos.[1]
- Laticínios: Muito utilizados, especialmente as variedades do iogurte e o queijo branco. Manteiga e creme de leite também são utilizados sem cerimônia.
- Ervas e especiarias: Menta e tomilho (muitas vezes, numa mistura chamada de za'atar) estão sempre disponíveis e são usados com muita frequência; a quantidade e os tipos variam de região para região. Muitas das especiarias utilizadas na culinária árabe também são usadas na culinária indiana; isto é resultado de um comércio intenso ocorrido historicamente entre as duas regiões. Algumas das especiarias utilizadas são o gergelim, o açafrão, o açafrão-da-índia, o alho, o cominho, a canela e o sumagre. Uma mistura de especiarias muito comum é o baharat.
- Bebidas: Bebidas quentes são mais consumidas do que as frias; o café ocupa o topo da lista, especialmente nos países do golfo Pérsico, embora o chá seja servido na maioria dos países árabes. No Egito o chá é a bebida mais importante.
- Grãos: O arroz é um alimento básico, usado para a maior parte dos pratos, e o trigo é a principal fonte usada nos pães, também muito consumidos. O bulgur e a semolina também são muito utilizados.
- Legumes: As lentilhas são amplamente consumidas, juntamente com as favas e o grão-de-bico.
- Frutas e outros vegetais: Esta culinária também utiliza muito diversos vegetais, como por exemplo o pepino, a berinjela, a abobrinha, o quiabo, a cebola além de frutas, especialmente as cítricas. Estes vegetais costumam ser usados como temperos ou entradas. Azeitonas são importante na culinária árabe, juntamente com tâmaras, figos e romãs.
- Nozes:Pinhões, amêndoas e pistaches são muito consumidos.
- Folhas verdes: a salsa e a hortelã são populares como temperos em diversos pratos, enquanto o espinafre e o córcoro (chamado de molokhia, em árabe) são usados noutros.
- Molhos: Os mais populares incluem diversas combinações de azeite, suco de limão, salsa, alho e tahini (pasta de gergelim). O labaneh, uma espécie de iogurte mais fino, costuma ser temperado com hortelã, cebola e alho, e servido como molho em diversos pratos.

## Estrutura das refeições
Há duas estruturas básicas para refeições no Mundo Árabe. A primeira é usada na maior parte do ano, a segunda é única ao mês do Ramadão, no qual muçulmanos praticantes praticam jejum durante o dia.

### Café da manhã
Cafeterias comumente servem croissants de café da manhã. O café da manhã normalmente é uma refeição rápida, com pão e produtos lácteos, com queijo e às vezes geleia. Os itens mais comuns em um café da manhã são labneh e kishta.

### Almoço
A principal refeição do dia, tradicionalmente tida entre às 13:30 e 14:30 horas. É a refeição na qual a família se reúne. Raramente as refeições têm várias etapas; porém saladas e meze são servidas como pratos secundários ao prato principal.
A refeição tipicamente consiste de uma porção de proteína (carne, frango ou peixe), uma porção de arroz, lentilhas, pão e uma porção de vegetais cozidos (além dos frescos no meze e na salada).
Os vegetais normalmente são cozidos juntos com a carne em um molho (normalmente de tomate, embora outros também sejam populares) para fazer a maraqa, que é servida com arroz. A maioria das casas adicionam pão.
Bebidas não necessariamente acompanham a comida, mas há uma variedade bem larga de bebidas como shineena, karakaden, Naqe'e Al Zabib, Irq Soos, Tamr Hindi e suco de fruta, além de outras bebidas tradicionais árabes.
Durante o século 20, refrigerantes e bebidas baseadas em fruta se tornaram também muito populares.

### Jantar
O jantar é tradicionalmente a refeição mais leve, embora em tempos modernos ela tenha se tornado mais importante devido à vontade de entreter convidados fora das horas da jornada de trabalho.